# Atlético Madrileño
El Atlético Madrileño (anteriormente Club Atlético de Madrid "B") es el equipo filial de fútbol del Atlético de Madrid, con sede en Madrid, España. Fue adscrito como club filial en el verano de 1970, tras adquirir los derechos federativos del Reyfra Atlético de O.J.E., club fundado en 1963.
Actualmente juega en Primera División RFEF, tercera categoría del fútbol español. A diferencia de otras Ligas europeas y mundiales de fútbol, en España la regulación y normativas que afecta a los equipos filiales permiten que estos puedan actuar como clubes profesionales a todos los efectos —pudiendo competir en el mismo sistema de Liga que el resto de equipos—, en vez de jugar una Liga separada de equipos filiales. El filial no puede ascender a una categoría superior o igual del fútbol español a la del primer equipo, siendo esta LaLiga EA Sport o Primera División.
Pese a que históricamente siempre actuó como un club de fútbol más dentro de la Real Federación Española de Fútbol (RFEF) —y por lo tanto con los mismos derechos que cualquier otro— en cuanto a las competiciones a disputar, en el año 1991 la Federación llevó a efecto un cambio en sus estatutos que afectó directamente a dichos equipos "B" o filiales. Desde ese momento se impidió la participación de estos equipos en la Copa del Rey, —circunstancia aún vigente en la actualidad—, y que le impide en la actualidad jugar el torneo de Copa doméstica. En ella tuvo su mejor participación en la temporada 1981-82 cuando cayó eliminado en los octavos de final por la Agrupación Deportiva Rayo Vallecano, club que curiosamente poseía antiguamente sus derechos.
Entre sus logros deportivos destaca un campeonato de la Copa de la Liga de Segunda División en su primera edición en 1983, siendo el único filial español en conseguirlo, un subcampeonato de esta misma competición en 1985 y un subcampeonato de la Segunda División en 1998-99 en detrimento del Málaga Club de Fútbol. Es además el quinto mejor club filial por resultados deportivos de España.
Desde 2025 el equipo disputa sus partidos como local en el estadio centro deportivo Alcala de Henares localizado en la ciudad deportiva del Club Atlético de Madrid —complejo del club situado en Alcalá de Henares—, el cual tiene una capacidad de 2700 espectadores.

## Historia

### Orígenes y antecedentes
Finalizada la Guerra Civil en 1939, el club madrileño Imperio Football Club se reorganiza y crea nueva directiva con la finalidad de competir en el Campeonato de Castilla. Sus miembros, conscientes de lo delicado del momento y precisos de ayuda económica, saben moverse con rapidez y habilidad, entablando contactos con el recién fusionado Athletic-Aviación Club, producto de la integración del equipo militar Aviación Nacional dentro del Athletic Club de Madrid. Viendo el potencial de medios de que este club dispone, Ángel Lehoz, Luis Mesa, Ventura Miguel y Gregorio Lázaro conciertan una reunión con los athléticos Manuel Gallego Suárez-Somontes y Juan Touzón, y el Imperio F.C. es declarado filial colchonero con Ángel Lehoz como presidente. Más tarde, cuando en 1947 el Ministerio del Aire se desliga del Athletic-Aviación Club, la entidad imperial -incapaz de continuar su carrera como club independiente-, desaparece.
Concluida la temporada 1950-51, el ahora denominado Club Atlético de Madrid se había proclamado Campeón de Liga y ante la necesidad de prolongar su éxito contando con jugadores más económicos, estableció un convenio de filiación temporal con la Agrupación Deportiva Rayo Vallecano, un club madrileño que por entonces despuntaba en Tercera División. Este compromiso había de durar hasta 1955, pero la situación deportiva de la cual gozaban los rayistas, aspirantes al ascenso a Segunda División, hizo que este se rompiese en plena campaña 1954-55. Pese a ello, algunos jugadores formados en el conjunto franjirrojo pasaron a la disciplina atlética triunfando poco después.
Ya en los años sesenta, el club colchonero mantuvo contacto con otras entidades madrileñas que competían en Tercera División, pero sin alcanzar ningún convenio que les ligara mutuamente. De forma paralela a estos acontecimientos y en una localidad situada al sur, Getafe, en 1961 partiendo desde Tercera Regional fue constituido el Club Atlético Getafe, conjunto dependiente de la O.J.E. que vestía camisa blanca con pantalón azul acomodado en el campo municipal de San Isidro desde donde inició un rápido ascenso deportivo, militando ya en Primera Regional durante la campaña 1963-64. Finalizado dicho torneo el Club Atlético Getafe estaba sumido en un mar de deudas por lo que el entonces alcalde getafense Juan Vergara lanzó una llamada de auxilio que fue atendida por el directivo Jesús Salazar, dueño de la Cafetería Lido, quien halló la solución fusionando a este club con el Club Deportivo Reyfra, sociedad patrocinada por la popular fábrica de radios y televisores del mismo nombre que había sido inscrita en la Federación Castellana el 17 de septiembre de 1963. Al C.D. Reyfra, con camiseta amarilla y pantalón azul, debutante en Tercera Regional en la edición 1963-64 con un meritorio tercer puesto y dotado con mayores recursos económicos, no le resultó muy complicado pagar las deudas de los atléticos absorbiendo de paso su estructura e imponiendo su personalidad jurídica.
El ahora denominado Reyfra Atlético O.J.E., del que fuera Club Atlético Getafe sólo conservó la mitad de la participación en la nueva denominación, resultando bajo la presidencia de Manuel Salinero González sexto en las campañas 1964-65 y 1965-66 para ser segundo en la edición 1966-67 que le valió el ascenso a Tercera División.
Esa temporada consiguen ser subcampeones de Liga y ascienden a Tercera División, estableciendo durante el verano de 1967 un convenio de filiación con la A.D. Rayo Vallecano. El conjunto getafense pasa a vestir camisa blanca con franja diagonal roja y pantalón blanco, como los rayistas, finalizando en décimo puesto. En la temporada 1969-70 el nuevo filial, ya con los colores rojiblancos, pasa a jugar en el Campo de Vallehermoso, pues el feudo vallecano estaba en construcción, realizando una gran campaña en la que finaliza en el quinto puesto en Liga.

### Adquisición de los derechos por el Atlético de Madrid
La trayectoria ascendente que experimenta el Reyfra Atlético de O.J.E. en Tercera División hace que la A. D. Rayo Vallecano no pueda continuar con el convenio de filiación establecido con estos y al mismo tiempo, el Club Atlético de Madrid empieza a fijarse en este club como un posible candidato a ser filial para formar a las jóvenes promesas juveniles que necesitan progresar antes de subir al primer equipo. Fruto de la buena relación de amistad que existe entre rayistas y atléticos y tras conversar con la empresa REYFRA, en el verano de 1970 el Club Atlético de Madrid adquiere los derechos federativos del Reyfra Atlético de O.J.E., barajando varios nombres antes de empezar la temporada en ciernes. Tras descartar los de Atlético Metropolitano y Atlético Manzanares, se decide nombrarlo como Atlético Madrileño Club de Fútbol, tomando la presidencia del club Jerónimo Rodríguez Carreño y vistiendo camisa rojiblanca con pantalón azul, mientras que su feudo pasa a ser el Estadio del Manzanares.
Iniciados los años setenta el club lucha por ascender a Segunda División, logrando en la campaña 1972-73 ser subcampeón. En la Promoción de Ascenso se enfrenta como aspirante al Club Gimnástico de Tarragona, siendo eliminado: 4-0 en la capital catalana y empate 1-1 en casa. En las temporadas siguientes no consigue terminar entre los dos primeros clasificados y no será hasta concluida la campaña 1976-77 cuando ascienda a la recién creada Segunda División B al ser quinto en su grupo. En esta nueva categoría permanece tres temporadas tras unos inicios dubitativos, logrando ascender a Segunda División A de forma directa en la sesión 1979-80 al ser subcampeón, tomando el relevo en la presidencia Pedro Mayrata Álvarez-Paz.
El debut en la categoría de plata llega en la campaña 1980-81 estrenándose con un decimocuarto puesto, a la cual le seguirán un total de cinco temporadas más hasta su descenso a Segunda División B al término de la campaña 1985-86. Su segunda temporada logra su mejor clasificación en este ciclo, terminando décimo. La sesión 1982-83 será decimotercero, y decimocuarto sus dos siguientes campañas ya con Víctor Martínez Vicente como presidente del filial atlético, y entrenados estos años por Joaquín Peiró. Tras su marcha al finalizar la sesión 1984-85, toma las riendas el pontevedrés José Armando Ufarte, pero la temporada es nefasta y desciende tras culminarla en vigésima plaza. Durante estos años el filial rojiblanco tiene numerosos problemas para conservar la permanencia, pero su labor formativa es plena al proporcionar jugadores a la primera plantilla como: Abel Resino, Mejías, Tomás Reñones, Sergio Morgado, Marina, Clemente, Mínguez o Pedraza. Por sus filas pasan jugadores que en el futuro serán importantes en otros clubs, casos de Bastón, Torres, Llorente o Estebaranz.
Sin embargo, será en esta época cuando el club logre su primer título oficial, al conseguir la Copa de la Liga de Segunda División A en su primera edición, la de 1983, superando en la Final al Real C.D. de La Coruña: victoria en la ida por 1-3, y derrota en casa por 0-1. Subcampeón será en la edición de 1985 al caer en la Final frente al Real Oviedo C.F.: 1-0 en la ida y 1-1 en Madrid. Tras el descenso obtiene unos resultados discretos en Segunda B, pero en la campaña 1988-89 realiza un gran torneo y se proclama Campeón, ascendiendo directamente a Segunda División A. Su regreso a la categoría de plata la sesión 90-91 y entrenados por Josu Ortuondo es efímero, y tras unos números negativos acaba como colista, descendiendo a Segunda División B. En su plantilla se encuentran jugadores de la talla de López o Toni, que darán el salto al primer equipo.

### Regulación de la Federación
La década de los noventa comienza con un filial que no consigue entrar entre los cuatro primeros clasificados que optan al ascenso, obteniendo unas plazas que disgustan a la directiva. En 1990 la RFEF modifica su Reglamento General incluyendo la nueva Ley del Deporte 10/1990. Esta Ley que, entre otras cosas, obliga a los clubs profesionales a transformarse en sociedad anónima deportiva, provoca que los clubs hasta entonces filiales relacionados con estos se extingan y sean asimilados por los clubs profesionales quedando integrados en su estructura. El Atlético Madrileño C. F. se disuelve en el verano de 1991 y desaparece como club, pasando a ser equipo dependiente y adoptando el nombre de Club Atlético de Madrid “B”, respetándose la plaza y categoría disfrutadas hasta el momento del cambio, en este caso la Segunda División B.
Este cambio dura poco y en 1992 cambia su nombre nuevamente, en esta ocasión a Club Atlético de Madrid, S.A.D. “B” tras completarse la conversión del club. La temporada 1994-95 roza las plazas de Promoción y terminará sexto. En la campaña 1995-96 se refuerza la plantilla y se consigue la cuarta plaza entrenados por Santiago Martín, refrendándose su calidad con el liderato en la Promoción al superar a: U. E. Figueres, Club Atlético Osasuna “B” y Real Jaén C. F., alcanzando el ascenso a Segunda División A. Esa misma temporada se estrena la ciudad deportiva del Cerro del Espino, siendo el Miniestadio inaugurado el 13 de septiembre de 1995 con un encuentro amistoso entre el C. F. Rayo Majadahonda y el Club Atlético de Madrid, finalizado con victoria colchonera por 0-1. De esta relación en la que desde 1995 se empieza a emplear el campo municipal Cerro del Espino como feudo, el 13 de mayo de 1997 se firma un convenio de colaboración deportiva entre el C.F. Rayo Majadahonda, Club Atlético de Madrid, SAD y el Ayuntamiento de Majadahonda, pasando el club majariego a ser filial de los rojiblancos.
El reencuentro con la categoría de plata proporciona al Club Atlético de Madrid “B” una segunda etapa dorada y se estrena como decimosegundo clasificado, siendo noveno la siguiente sesión. En la tercera campaña consecutiva en la categoría de plata, sesión 1998-99, consigue ser subcampeón de Liga tras un torneo memorable con veintiuna victorias, no pudiendo ascender debido a su condición de equipo filial. Sin embargo, la descomposición de la plantilla hace que esta pierda calidad y en la campaña inmediata 1999-00 sean decimoséptimos. Esa temporada fue trágica para los atléticos puesto que el primer equipo descendió de Primera División y aunque el filial no acabó deportivamente en puestos de descenso, se vio arrastrado a Segunda División "B" por ser equipo dependiente. En este nuevo ciclo pasarán importantes jugadores por su plantilla como: el portero Ricardo, el defensa brasileño Iván Rocha, los medios Pablo Lago, Baraja, Casquero, Luque o Diego Rivas, los delanteros Santi Ezquerro, Yordi y Tevenet, así como jugadores internacionales como los serbios Paunovic y Tomic, o el sudafricano Fortune.

### 2000 – 2010
Con el cambio de milenio el equipo dependiente colchonero se proclama Campeón de Liga en la temporada 2000-01 entrenados por Carlos García Cantarero, y pese a haber quedado la primera plantilla cuarta en Segunda División A, el dependiente rojiblanco disputa la Promoción de forma insólita siendo segundo en un triple empate en el que asciende el Club Polideportivo Ejido y les iguala el C.D. Calahorra, acabando colista el Real C. D. Espanyol de Barcelona “B”. Tras no poder clasificarse en las campañas 2001-02 y 2002-03, en la 2003-04 queda de nuevo Campeón entrenados por el cordobés José Murcia, disputando una nueva Promoción en la que es colista en un grupo muy igualado en el que le anteceden Racing Club de Ferrol, Sevilla F. C. “B” y C.D. Castellón. La siguiente sesión 04-05, es sexto muy cerca de colarse nuevamente en los puestos de Promoción. Desde entonces, el equipo dependiente colchonero deambula por Segunda División B sin poder optar al ascenso, cumpliendo su cometido de formar jugadores para el primer equipo aunque mirando de reojo poder acceder a colarse en la Promoción. En esta década, son muchos los jugadores que llegan a formar parter de la primera plantilla rojiblanca: Los porteros Falcón, Iván Cuéllar, Roberto y Joel Robles, los defensas Pablo Sicilia, Pinola y Molinero, los medios Zahínos, Gabi, Juanma Ortiz, Del Pino y Cedrick, los delanteros Toché, Arizmendi y Braulio, así como jugadores internacionales Antonio López, Manu Del Moral, De Gea, Mario Suárez, Camacho, Domínguez y Koke.

### 2010 – 2020
La temporada 2010-11 es distinta y tras emplear un numeroso grupo de jugadores, los resultados no son los apetecidos y a domicilio se obtienen pocos puntos, situándose en tierra de nadie y sin aspiraciones de sumar algo importante en un torneo apático. Mejor resulta la edición 2011-12 entrenados por el serbio Pantic y con una plantilla más equilibrada que realiza un buen fútbol, con la que se cosecha un muy meritorio quinto puesto, muy cerca de la Promoción, pero con la salvedad de que en ningún momento se tienen opciones reales de entrar en ella dada la fuerza con la que se emplean los rivales de arriba. La siguiente sesión 2012-13, con Alfredo Santaelena de entrenador, es séptimo. La temporada 2013-14 se vuelve a confiar en Alfredo Santaelena en el banquillo, y a tan solo tres puntos de ocupar los puestos de descenso a Tercera División y tras perder con el Colista, el C. D. Sariñena el técnico fue destituido y en su lugar llegó al banquillo Óscar Mena, consigue eludir los puestos de descenso directo, disputa el play-off por la permanencia, el rival es el Caudal Deportivo. En el partido de Asturias, tras mucho sufrimiento, el Atlético "B" consigue imponerse: 0-1. En el cerro del Espino, la historia es bien distinta, el Atlético "B" apabulló a un Caudal desquiciado ante su inminente descenso: 3-0, así se cerró una nefasta temporada, con el mejor final posible dentro de lo que cabía. 14-15 temporada nueva, vida nueva, pero con Óscar Mena como pilar fundamental de la plantilla, el técnico argentino continuaría al mando de la nave, gracias, principalmente, a la salvación del equipo en el último suspiro. Muchos cambios en la plantilla y una pretemporada perfecta, sin perder ningún partido, consigue que las esperanzas depositadas en el Atlético "B" aumenten como la espuma. Pero fue un espejismo. El buen arranque se solapó con dos derrotas consecutivas, pero el verdadero desastre ocurrió, tras perder su sexto partido consecutivo con el colista, el Trival Valderas C. F. Oscar Mena es destituido, su lugar lo ocupa un viejo conocido en el banquillo del Atlético B, Carlos Sánchez Aguiar.
A la temporada siguiente el equipo vuelve a la Segunda B tras cuajar un magnífico año en Tercera, proclamándose campeón de su grupo y ganando en eliminatoria de ida y vuelta la promoción de ascenso a la Gimnástica de Torrelavega. En la temporada 2017-18, se mantuvo cómodamente en mitad de la tabla. Durante la 2018-19 realizó una temporada bastante buena, quedando en 3.ª posición.

## Temporadas
| Temporada | Liga  | Liga     | Liga | Liga | Liga | Liga | Liga | Liga | Liga | Copa del Generalísimo - Copa del Rey | Entrenador       | Presidente         |
| Temporada |       | Posición | J    | G    | E    | P    | GF   | GC   | Ptos | Copa del Generalísimo - Copa del Rey | Entrenador       | Presidente         |
| --- | ----- | -------- | ---- | ---- | ---- | ---- | ---- | ---- | ---- | ------------------------------------ | ---------------- | ------------------ |
| 1969-70 | 3.ª   | 5.º      | 38   | 17   | 12   | 9    | 75   | 47   | 46   | 4.ª Ronda                            | Luis Rodríguez   | Vicente Calderón   |
| 1969-70 | 3.ª   | 5.º      | 38   | 17   | 12   | 9    | 75   | 47   | 46   | 4.ª Ronda                            | Luis Elices      | Vicente Calderón   |
| 1969-70 | 3.ª   | 5.º      | 38   | 17   | 12   | 9    | 75   | 47   | 46   | 4.ª Ronda                            | Mariano Moreno   | Vicente Calderón   |
| 1970-71 | 3.ª   | 5.º      | 38   | 19   | 10   | 9    | 70   | 45   | 48   | _                                    | Olmedo           | Vicente Calderón   |
| 1971-72 | 3.ª   | 3.º      | 38   | 19   | 7    | 12   | 51   | 34   | 45   | 3.ª Ronda                            |                  | Vicente Calderón   |
| 1972-73 | 3.ª   | 2.º      | 38   | 21   | 9    | 8    | 57   | 27   | 51   | 1.ª Ronda                            | Ramón Cobo       | Vicente Calderón   |
| 1973-74 | 3.ª   | 11.º     | 38   | 14   | 10   | 14   | 47   | 38   | 38   | 3.ª Ronda                            | Ramón Cobo       | Vicente Calderón   |
| 1974-75 | 3.ª   | 10.º     | 38   | 15   | 7    | 16   | 50   | 43   | 37   | _                                    | José Medina      | Vicente Calderón   |
| 1974-75 | 3.ª   | 10.º     | 38   | 15   | 7    | 16   | 50   | 43   | 37   | _                                    | Ángel Castillo   | Vicente Calderón   |
| 1975-76 | 3.ª   | 5.º      | 38   | 19   | 8    | 11   | 50   | 33   | 46   | 3.ª Ronda                            | Paquito          | Vicente Calderón   |
| 1976-77 | 3.ª   | 5.º      | 38   | 18   | 11   | 9    | 58   | 37   | 47   | _                                    | Máximo Hernández | Vicente Calderón   |
| 1977-78 | 2.ª B | 11.º     | 38   | 14   | 10   | 14   | 39   | 52   | 38   | _                                    | Máximo Hernández | Vicente Calderón   |
| 1978-79 | 2.ª B | 10.º     | 38   | 16   | 6    | 16   | 50   | 50   | 38   | _                                    | Joaquín Peiro    | Vicente Calderón   |
| 1979-80 | 2.ª B | 2.º      | 38   | 21   | 12   | 5    | 75   | 32   | 54   | _                                    | Joaquín Peiro    | Vicente Calderón   |
| 1980-81 | 2.ª   | 14.º     | 38   | 13   | 9    | 16   | 44   | 55   | 35   | 3.ª Ronda                            | Joaquín Peiro    | Alfonso Cabeza     |
| 1981/82 | 2.ª   | 10.º     | 38   | 12   | 14   | 12   | 44   | 44   | 38   | 1/8 de final                         | Joaquín Peiro    | Alfonso Cabeza     |
| 1981/82 | 2.ª   | 10.º     | 38   | 12   | 14   | 12   | 44   | 44   | 38   | 1/8 de final                         | Joaquín Peiro    | Antonio del Hoyo   |
| 1981/82 | 2.ª   | 10.º     | 38   | 12   | 14   | 12   | 44   | 44   | 38   | 1/8 de final                         | Joaquín Peiro    | Agustín Cotorruelo |
| 1982-83 | 2.ª   | 13.º     | 38   | 13   | 10   | 15   | 44   | 44   | 36   | 2.ª Ronda                            | Joaquín Peiro    | Vicente Calderón   |
| 1983-84 | 2.ª   | 14.º     | 38   | 12   | 10   | 16   | 64   | 63   | 34   | 1.ª Ronda                            | Joaquín Peiro    | Vicente Calderón   |
| 1984-85 | 2.ª   | 14.º     | 38   | 12   | 11   | 15   | 37   | 45   | 35   | 3.ª Ronda                            | Joaquín Peiro    | Vicente Calderón   |
| 1985-86 | 2.ª   | 20.º     | 38   | 8    | 6    | 24   | 27   | 66   | 22   | 2.ª Ronda                            | Armando Ufarte   | Vicente Calderón   |
| 1986-87 | 2.ª B | 14.º     | 42   | 11   | 17   | 14   | 50   | 47   | 39   | 2.ª Ronda                            | Eduardo Caturla  | Vicente Calderón   |
| 1986-87 | 2.ª B | 14.º     | 42   | 11   | 17   | 14   | 50   | 47   | 39   | 2.ª Ronda                            | Eduardo Caturla  | Javier Castedo     |
| 1987-88 | 2.ª B | 11.º     | 38   | 11   | 14   | 13   | 38   | 38   | 39   | 3.ª Ronda                            | Ovejero          | Jesus Gil          |
| 1988-89 | 2.ª B | 1.º      | 38   | 21   | 10   | 7    | 78   | 40   | 52   | 2.ª Ronda                            | Emilio Cruz      | Jesus Gil          |
| 1989-90 | 2.ª   | 20.º     | 38   | 8    | 13   | 17   | 33   | 52   | 29   | 2.ª Ronda                            | Saéz Ortuondo    | Jesus Gil          |
| Desde la temporada 1990-91 quedan excluidos de la participación en la Copa del Rey los equipos filiales de otros clubes. |       |          |      |      |      |      |      |      |      |                                      |                  |                    |

| Temporada | Liga  | Liga     | Liga | Liga | Liga | Liga | Liga | Liga | Liga | Entrenador                      | Presidente     |
| Temporada |       | Posición | J    | G    | E    | P    | GF   | GC   | Ptos | Entrenador                      | Presidente     |
| --------- | ----- | -------- | ---- | ---- | ---- | ---- | ---- | ---- | ---- | ------------------------------- | -------------- |
| 1990-91   | 2.ª B | 8.º      | 38   | 16   | 9    | 13   | 51   | 44   | 41   | Antonio Seseña                  | Jesus Gil      |
| 1990-91   | 2.ª B | 8.º      | 38   | 16   | 9    | 13   | 51   | 44   | 41   | Ruiz Sosa                       | Jesus Gil      |
| 1991-92   | 2.ª B | 7.º      | 38   | 18   | 7    | 13   | 43   | 34   | 43   | Miguel Polo                     | Jesus Gil      |
| 1992-93   | 2.ª B | 7.º      | 38   | 12   | 16   | 10   | 53   | 44   | 40   | Jesús Tartilán                  | Jesus Gil      |
| 1993-94   | 2.ª B | 6.º      | 38   | 14   | 12   | 12   | 54   | 44   | 40   | Santiago Rodríguez              | Jesús Gil      |
| 1994-95   | 2.ª B | 9.º      | 38   | 17   | 6    | 15   | 50   | 45   | 40   | Emilio Cruz                     | Jesús Gil      |
| 1995-96   | 2.ª B | 4.º      | 38   | 19   | 7    | 12   | 58   | 41   | 64   | Pradito                         | Jesús Gil      |
| 1995-96   | 2.ª B | 1.º      | 6    | 4    | 1    | 1    | 11   | 7    | 13   | Pradito                         | Jesús Gil      |
| 1996-97   | 2.ª   | 12.º     | 38   | 12   | 11   | 15   | 57   | 61   | 47   | Pradito                         | Jesús Gil      |
| 1996-97   | 2.ª   | 12.º     | 38   | 12   | 11   | 15   | 57   | 61   | 47   | Carlos Diarte                   | Jesús Gil      |
| 1997-98   | 2.ª   | 9.º      | 42   | 16   | 12   | 14   | 64   | 49   | 60   | Sánchez Aguiar                  | Jesús Gil      |
| 1998-99   | 2.ª   | 2.º      | 42   | 21   | 11   | 10   | 73   | 51   | 74   | Sánchez Aguiar                  | Jesus Gil      |
| 1999-00   | 2.ª   | 17.º     | 42   | 13   | 11   | 18   | 43   | 57   | 50   | Fernando Zambrano               | Jesus Gil      |
| 1999-00   | 2.ª   | 17.º     | 42   | 13   | 11   | 18   | 43   | 57   | 50   | Wilfredo Gutiérrez              | Jesus Gil      |
| 2000-01   | 2.ª B | 1.º      | 38   | 22   | 8    | 8    | 63   | 27   | 74   | Garcia Cantarero                | Jesus Gil      |
| 2001-02   | 2.ª B | 10.º     | 38   | 15   | 10   | 13   | 53   | 41   | 55   | Cantarero & Pereira & Juanes    | Jesus Gil      |
| 2002-03   | 2.ª B | 12.º     | 38   | 11   | 15   | 12   | 38   | 37   | 48   | Pradito                         | Luiz Pereira   |
| 2003-04   | 2.ª B | 1.º      | 38   | 22   | 7    | 9    | 54   | 28   | 73   | Pepe Murcia                     | Luiz Pereira   |
| 2004-05   | 2.ª B | 6.º      | 38   | 17   | 9    | 12   | 59   | 40   | 60   | Pepe Murcia                     | Luiz Pereira   |
| 2005-06   | 2.ª B | 9.º      | 38   | 13   | 11   | 14   | 40   | 40   | 50   | Pepe Murcia                     | Luiz Pereira   |
| 2006-07   | 2.ª B | 14.º     | 38   | 12   | 8    | 18   | 51   | 54   | 44   | Abraham García                  | Luiz Pereira   |
| 2007-08   | 2.ª B | 10.º     | 38   | 12   | 16   | 10   | 49   | 55   | 52   | Abraham García                  | Luiz Pereira   |
| 2008-09   | 2.ª B | 13.º     | 38   | 12   | 11   | 15   | 43   | 44   | 47   | Abraham García                  | Luiz Pereira   |
| 2009-10   | 2.ª B | 7.º      | 38   | 16   | 10   | 12   | 64   | 44   | 58   | Antonio Rivas                   | Luiz Pereira   |
| 2010-11   | 2.ª B | 11.º     | 38   | 13   | 11   | 14   | 43   | 43   | 50   | Antonio Rivas                   | Luiz Pereira   |
| 2011-12   | 2.ª B | 5.º      | 38   | 15   | 15   | 8    | 58   | 38   | 60   | Milinko Pantić                  | Luiz Pereira   |
| 2012-13   | 2.ª B | 7.º      | 38   | 15   | 9    | 14   | 56   | 49   | 54   | Alfredo Santaelena              | Luiz Pereira   |
| 2013-14   | 2.ª B | 16.º     | 38   | 10   | 11   | 17   | 43   | 48   | 41   | Alfredo Santaelena              | Luiz Pereira   |
| 2013-14   | 2.ª B | 16.º     | 38   | 10   | 11   | 17   | 43   | 48   | 41   | Oscar Mena                      | Luiz Pereira   |
| 2014-15   | 2.ª B | 18.º     | 38   | 12   | 5    | 21   | 52   | 62   | 41   | Oscar Mena                      | Luiz Pereira   |
| 2014-15   | 2.ª B | 18.º     | 38   | 12   | 5    | 21   | 52   | 62   | 41   | Sánchez Aguiar                  | Luiz Pereira   |
| 2014-15   | 2.ª B | 18.º     | 38   | 12   | 5    | 21   | 52   | 62   | 41   | Roberto Fresnedoso              | Luiz Pereira   |
| 2015-16   | 3.ª   | 4.º      | 38   | 17   | 13   | 8    | 48   | 29   | 64   | Víctor Afonso                   | Enrique Cerezo |
| 2016-17   | 3.ª   | 1.º      | 38   | 23   | 4    | 11   | 63   | 40   | 73   | Óscar Fernández                 | Enrique Cerezo |
| 2017-18   | 2.ª B | 9.º      | 38   | 12   | 15   | 11   | 43   | 46   | 51   | Óscar Fernández                 | Enrique Cerezo |
| 2018-19   | 2.ª B | 3.º      | 38   | 19   | 11   | 8    | 57   | 32   | 68   | Óscar Fernández                 | Enrique Cerezo |
| 2019-20   | 2.ª B | 3.º      | 28   | 16   | 5    | 7    | 52   | 27   | 53   | Nacho Fernández                 | Enrique Cerezo |
| 2020-21   | 2.ª B | 8.º      | 26   | 7    | 8    | 11   | 23   | 30   | 29   | Nacho Fernández - Antonio Rivas | Enrique Cerezo |
| 2021-22   | 3.ª   | 1.º      | 40   | 29   | 8    | 3    | 82   | 26   | 95   | Luis Tevenet                    | Enrique Cerezo |
| 2022-23   | 2.ª F | 2.º      | 34   | 19   | 8    | 7    | 60   | 33   | 65   | Luis Tevenet                    | Enrique Cerezo |
| 2023-24   | 1.ª F | 9.º      | 38   | 13   | 14   | 11   | 53   | 45   | 53   | Luis Tevenet                    | Enrique Cerezo |
|           |       |          |      |      |      |      |      |      |      |                                 |                |
| 2024-25   | 1.ª F | 7.°      |      |      |      |      |      |      |      | Fernando Torres                 | Enrique Cerezo |
|           |       |          |      |      |      |      |      |      |      |                                 |                |

- Ascenso.  Descenso.
- La Segunda División B de España se introduce en 1977 como categoría intermedia entre la Segunda y la Tercera División.
- Desde la temporada 1990-91 quedan excluidos de la participación en la Copa del Rey los equipos filiales de otros clubes.

## Denominaciones
- Reyfra Atlético de O.J.E.: (1969-70) Nombre bajo el acuerdo como filial con el Reyfra Atlético O.J.E.
- Atlético Madrileño Club de Fútbol: (1970-91) Oficialización y compra de los derechos como filial al Reyfra Atlético O.J.E.
- Club Atlético de Madrid "B": (1991-92) Cambio tras la normativa de la RFEF respecto a equipos filiales.
- Club Atlético de Madrid, S.A.D. "B": (1992-) Conversión en S.A.D. debido a la Ley 10-1990 del Deporte.

### Estadio
El Atlético Madrileño juega de local en el estadio del centro deportivo Alcalá de Henares desde 2025. Dicho recinto deportivo cuenta con una capacidad para 2700 espectadores y forma parte del centro Deportivo Alcalá de Henares. Está ubicado en el municipio de Alcalá de Henares.

### Antiguos Campos
- Campo de Vallehermoso (1969-70)
- Estadio Vicente Calderón (1970-1995 y 1997)[8][9][10]
- Estadio de la Comunidad de Madrid (1996)[11][12]
- Nuevo Estadio de Vallecas (1996)[13][14]
- Estadio Municipal de El Soto, Móstoles (1996-1997)[15][16]

## Entrenadores

### Cronología de los entrenadores
- Teddy Pacheco (1969-70).
- José Antonio Olmedo (1970-71).
- Ramón Cobo (1971-72).
- José Antonio Olmedo (1971-72).
- Ramón Cobo (1972-74).
- José Medina (1974).
- Ángel Castillo (1975).
- Paquito García Gómez (1975-76).
- Máximo Hernández (1976-78).
- Joaquín Peiró (1978-85).
- José Armando Ufarte Ventoso (1985-86).
- Eduardo Caturla (1986-87).
- Iselín Santos Ovejero (1987-88).
- Emilio Cruz (1988-89).
- Jesús María Saéz Ortuondo (1989-90).
- Antonio Seseña (1990-91).
- Manuel Ruiz Sosa (1990-91).
- Antonio Seseña (1990-91).
- Miguel Polo (1991-92).
- Jesús Tartilán (1992-93).
- Santiago Rodríguez (1993-94).
- Emilio Cruz (1994-95).
- Prado (1995-96).
- Carlos Diarte (1996-97).
- Carlos Sánchez Aguiar (1997-99).
- Fernando Zambrano Sánchez (1999-00).
- Wilfredo Gutiérrez (2000).
- Carlos García Cantarero (2001-02).
- Luís Edmundo Pereira (2002).
- Rafael Juanes Gallego (2002).
- Prado (2002-03).
- Pepe Murcia (2003-06).
- José Antonio Sosa Espinel (2006-07).
- Alfredo Merino Tamayo (2006-07).
- Abraham García Aliaga (2007-09).
- Antonio Rivas (2009-11).
- Milinko Pantić (2011-12).
- Alfredo Santaelena (2012-2014).
- Oscar Alcides Mena (2014).
- Carlos Sánchez Aguiar (2015).
- Roberto Fresnedoso (2015).
- Víctor Afonso (2015-2016).
- Óscar Rubén Fernández Romero (2016-2019).
- Nacho Fernández (2019-2021).
- Antonio Rivas (2021).
- Luis García Tevenet (2021-2024).
- Fernando Torres (2024- Act.).

## Datos del club
- Temporadas en 1.ª: 0 (N-C)
- Temporadas en 2.ª: 11
- Temporadas en 2ª B: 28
- Temporadas en 3.ª: 10
- Mejor puesto en la liga: 2.º (Segunda División temporada 98-99)
- Peor puesto en la liga: 20.º (Segunda División temporadas 85-86 y 89-90)

## Palmarés

### Torneos nacionales
- Copa de la Liga Segunda División: 1 título
  - Campeón: 1983.
  - Subcampeón: 1985.
- Segunda División: 0 títulos.
  - Subcampeón: 1998-99.
- Segunda División B: 3 títulos
  - Campeón: 1988-89, 2000-01, 2003-04.
- Tercera División de España: 1 título
  - Campeón: 2016-17.

### Torneos amistosos
- Trofeo Ciudad de Puertollano: (5) 1986, 1999, 2001, 2002 2005
- Trofeo Cervantes (3): 1978, 1989, 1997.
- Trofeo Alcarria (2): 1975, 1976.
- Trofeo Puchero (2): 1985, 1994
- Trofeo Ciudad de Ávila (2): 1992 2019
- Trofeo del Vino (Socuéllamos) (1): 1970.
- Trofeo Bodas de Oro C.D.C. Moscardó (1): 1970.
- Trofeo Feria de Toledo (1): 1977.
- Trofeo Carabela de Plata (1): 1980.
- Trofeo Ciudad de Benavente (1): 1980.
- Trofeo Ciudad de Motril (1): 1982.
- Trofeo Villa de Leganés (1): 1986.
- Trofeo Feria de San Julián (Cuenca): (2): 1971, 1999.
- Trofeo Nicolás Brondo (1): 2008.
- Trofeo de la Uva y el Vino (1): 2004.
- Trofeo Luis Martínez (1): 2012.[17]
- Memorial Manolo Preciado (1): 2014.[18]
- Trofeo de la Sal (1): 2019[19]

### Otros trofeos
- Trofeo Alvear a la deportividad (1): 1982-83[20]

### Trofeos individuales
- Trofeo Pichichi Segunda División: (2)
  -  Yordi, 1996-97
  -  Marcos Sequeiros, 1998-99